# けいはんなフィルハーモニー管弦楽団
けいはんなフィルハーモニー管弦楽団（けいはんなフィルハーモニーかんげんがくだん、英: Keihanna Philharmonic Orchestra）とは、関西文化学術研究都市を活動の拠点とするクラシック音楽のオーケストラである。

## 概要
メンバーは、主にけいはんな学研都市を中心としたエリアに勤務する人々と地域および周辺住民で構成されているが、実際は大阪、滋賀、三重等遠方から通う団員も数多い。けいはんな（京阪奈）とは京都、大阪、奈良を合わせた呼び名である。
地域に根差した親しみやすさを持つと同時に、日本を代表する最先端の研究所が集う「学研都市」で生まれたオーケストラらしく、常に新しいことに挑戦し世界に通じ合う楽団作りを目指している。そのため、近辺での演奏依頼には積極的に応えるとともに、既存の枠組みや音楽界の伝統に縛られることなく、他のオーケストラではなかなかできないことに挑戦している。

## けいはんなフィルの歴史
けいはんなフィルの前身「けいはんな学研都市オーケストラ」は、1994年11月の学研都市の街開きに合わせて、学研都市推進機構からの要望により急造したオーケストラであった。その関係で、継続的な活動をするために翌1995年1月に結成されたオーケストラも、京都府の援助を受けて運営されていた。その後、同年4月に「けいはんなフィルハーモニー管弦楽団」として正式発足し、現在在籍している約50人の団員による自主運営となり、現在に至っている。

## 演奏会
主な演奏会は年2回。大体、6月と12月。その他、地元学校での演奏会や、地域の行事で演奏することもある。
- 精華町交流ホールコンサート  毎年、夏休みに精華町役場内の「交流ホール」にて演奏会を行う。通称「音楽のおもちゃ箱」
- 2018年12月 - 初めてヴェートーベン/交響曲第9番『合唱』を演奏した。オーケストラが主体となって合唱団を公募し、組織し、練習してコンサートを行った。
- 2023年6月11日 - 客演指揮者に森香織を迎え、ディーリアス/夏の夕べ、スタンフォード/交響曲第7番、ドヴォルザーク/交響曲第7番の3曲を演奏した。
- 2023年12月23日 - けいはんなプラザ・京都府立けいはんなホールにて指揮者に阪部慎太郎、ソリストに谷本沙綾を迎え、チャイコフスキー/ヴァイオリン協奏曲他を演奏予定。

## 練習
練習日は、主に月曜日、演奏会前になると、休日や合宿練習もある。
練習場所は、主にけいはんなプラザの他、精華町、木津川市、京田辺市等の施設を利用することもある。

## 団員募集
基本的に定員制を取っているために、欠員が出たパートのみを募集する。募集要領は、オーケストラ経験者・打楽器以外は自分の楽器を持っている方に限る。入団を希望する方は、事前に練習の見学をしてからとなる。

## ドラマ
2019年2月24日放送のテレビ朝日製作ドラマ『遺留捜査 スペシャル』にエキストラ出演（遺留捜査#スペシャル（2018年 - 2020年））。オーケストラを舞台に事件が起こるといった内容であるが、演奏や楽屋など舞台裏のシーン（けいはんなプラザ）において、けいはんなフィルが全面的に協力して撮影された。